# Svartpannad törnskata
Svartpannad törnskata (Lanius minor) är en fågel som tillhör familjen törnskator. Den häckar i östra Europa och västra Asien, men även på Iberiska halvön. Vintertid flyttar den till södra Afrika. Arten minskar i antal, men beståndet anses ändå vara livskraftigt.

## Utseende
Svartpannad törnskata är en medelstor (19–21 cm) medlem av familjen, i storlek mellan törnskatan och varfåglarna. Med en fjäderdräkt i svart, vitt och grått samt vit handbasfläck liknar den varfåglarna, men har svart på pannan och även upp på framhjässan. Stjärten är också kortare och vingspetsarna på sittande fågel längre. På bröstet och buken är den tonad i laxrosa.

## Läte
Svartpannad törnskata är en tystlåten fågel. Sången är ett glest upprepat parakitliknande "tschilip!" och locklätet skatlikt "tsche-tsche". Från ofta oparade hanar kan också en utdragen och skrapig sång med inslag av härmningar höras.

## Utbredning och systematik
Svartpannad törnskata är en flyttfågel som häckar från sydöstra Europa och Iberiska halvön, vidare österut till Sibirien och Centralasien. Den övervintrar i södra Afrika. Den behandlas antingen som monotypisk eller delas in i två underarter med följande utbredning:
- Lanius minor minor – nordöstra Spanien och södra Frankrike, Italien (från Piemont österut till Venedig, söderut fläckvist till Sicilien), östra Österrike, Slovakien, Ungern och Balkanhalvön (söderut till norra Grekland och österut till Svarta havet); även södra Litauen, Vitryssland och sydvästra Ryssland (österut till Uralbergen, söderut till Krimhalvön och Kaukasus), söderut till Turkiet, norra Syrien, Libanon och Irak
- Lanius minor turanicus – västra Sibirien öster om Uralbergen österut till ryska Altaj och nordvästligaste Kina (nordvästra Xinjiang), söderut till Azerbajdzjan, nordvästra och norra Iran, norra Turkmenistan och nordöstra Afghanistan

Fågeln observeras ibland i västra Europa, vanligen på våren. I Sverige har dock de flesta fynden gjorts från juli till september.

## Ekologi

### Biotop och föda
Svartpannad törnskata föredrar öppet lågland. Den jagar från en strategisk utkiksplats som elledningar eller en gren. Den lever främst av insekter som den fångar i flykten eller på marken. Föda omfattar skalbaggar, fjärilar, stora flugor, gräshoppor och tusenfotingar. I mindre utsträckning äter den frukt som körsbär och fikon. Svartpannad törnskata spetsar ibland sina byten på törnen men i mycket mindre utsträckning än många av de andra törnskatorna. Den tenderar att bara bygga upp förråd på detta sätt när födotillgången är mycket god, vilket sällan är fallet.

### Häckning

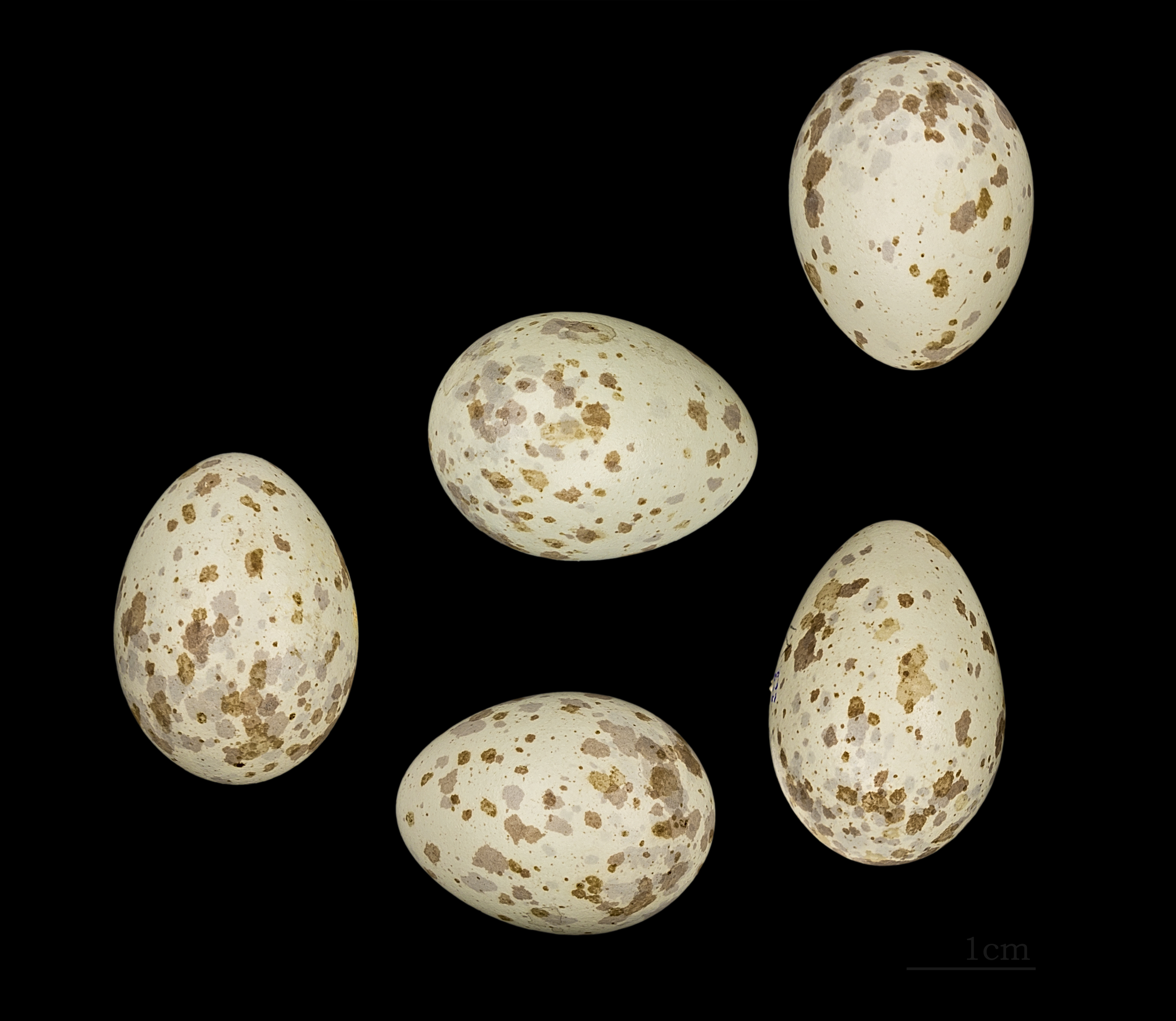
Ägg av svartpannad törnskata.

Boet byggs gärna i ett träd som står ensamt, ofta vid en väg, för att ha god sikt runt om och placeras cirka 4-10 meter över marken. Boet byggs av båda föräldrarna av stjälkar från blommande växter som noppor  (Gnaphalium), ullörter (Filago) och timjan (Thymus) och fodras med ull, hår, rötter och fjädrar. Den lägger fem till sju ägg i varje kull. Äggen är ofta blågröna med grönbruna fläckar. Ibland kan de istället vara kräm- eller sandfärgad med rosabruna fläckar. Äggen mäter i snitt 26,1x18,2 mm. De ruvar tillsammans men honan genomför merparten av den och ungarna kläckas efter cirka femton dagar. Båda föräldrar matar ungarna som är flygga cirka 14 dagar efter att de kläckts. Svartpannad törnskata lägger vanligtvis bara en kull per häckningssäsong.

## Status och hot
Svartpannad törnskata har en global population som uppskattas till två till nio miljoner individer och arten har ett stort utbredningsområde. Detta gör att IUCN kategoriserad den som livskraftig (LC) trots att populationen har en något negativ utvecklingstrend.
Den europeiska populationen har minskat och uppskattas idag till 3 000–5 000 häckande par. Minskningen kan beror på blötare somrar vilket reducerar mängden insekter. En annan faktor kan vara förändringar i jordbruket där mindre jordbruk slagits ihop till stora vilket reducerar den typ av mindre åkerlappar som svartpannade tärnskata uppskattar. På grund av detta är arten upptagen som hotad i EU:s Fågeldirektiv.